# Landhaus Bejach

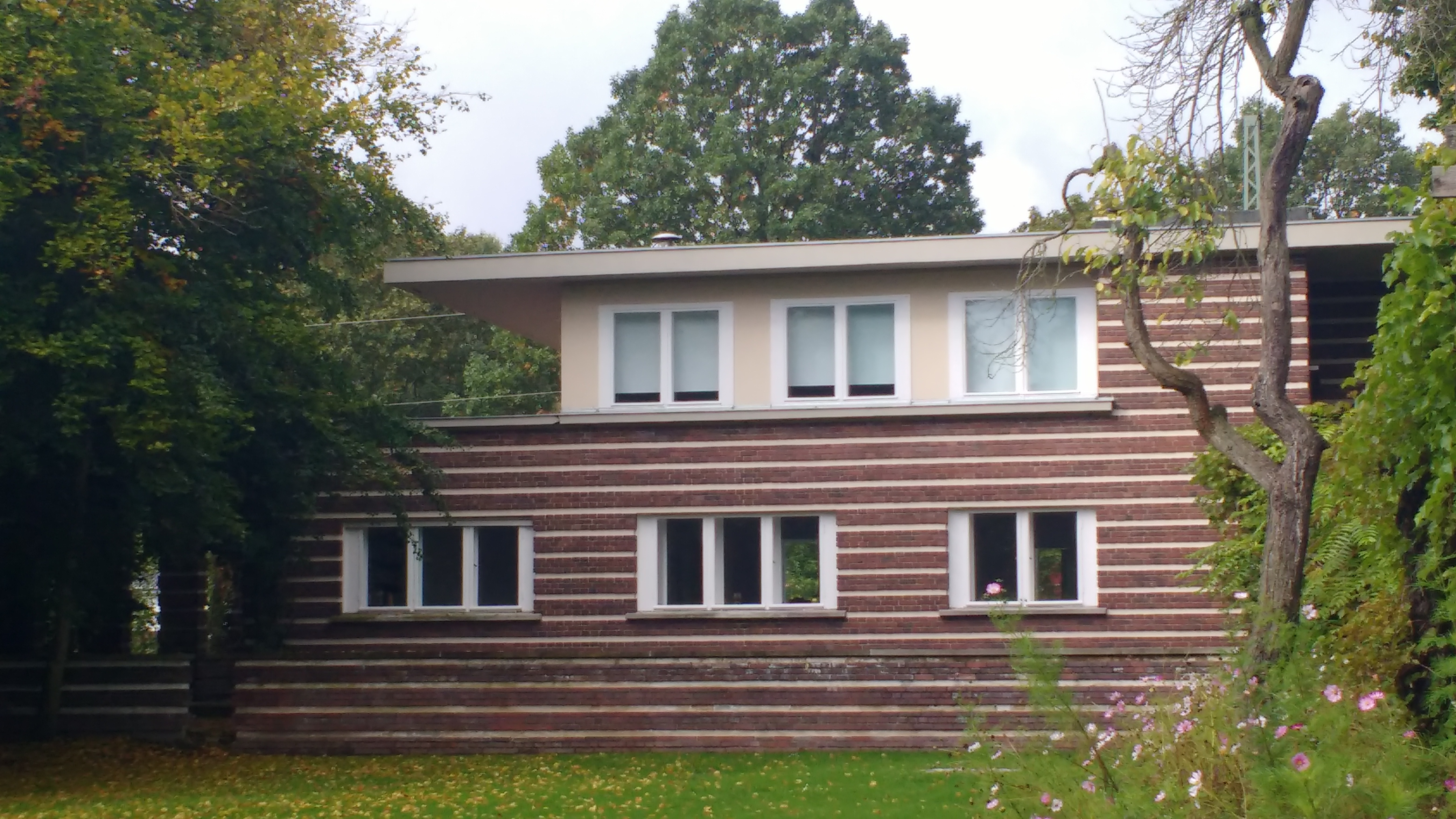
Landhaus Bejach

Das Landhaus Bejach ist ein Wohnhaus in der Bernhard-Beyer-Straße 12 der Berliner Ortslage Steinstücken (Ortsteil Wannsee des Bezirks Steglitz-Zehlendorf), das 1927–1928 nach Plänen des Architekten Erich Mendelsohn im Stil des Neuen Bauens errichtet wurde. Bauherr und Auftraggeber war der Kreuzberger Stadtarzt Curt Bejach.

## Architektur

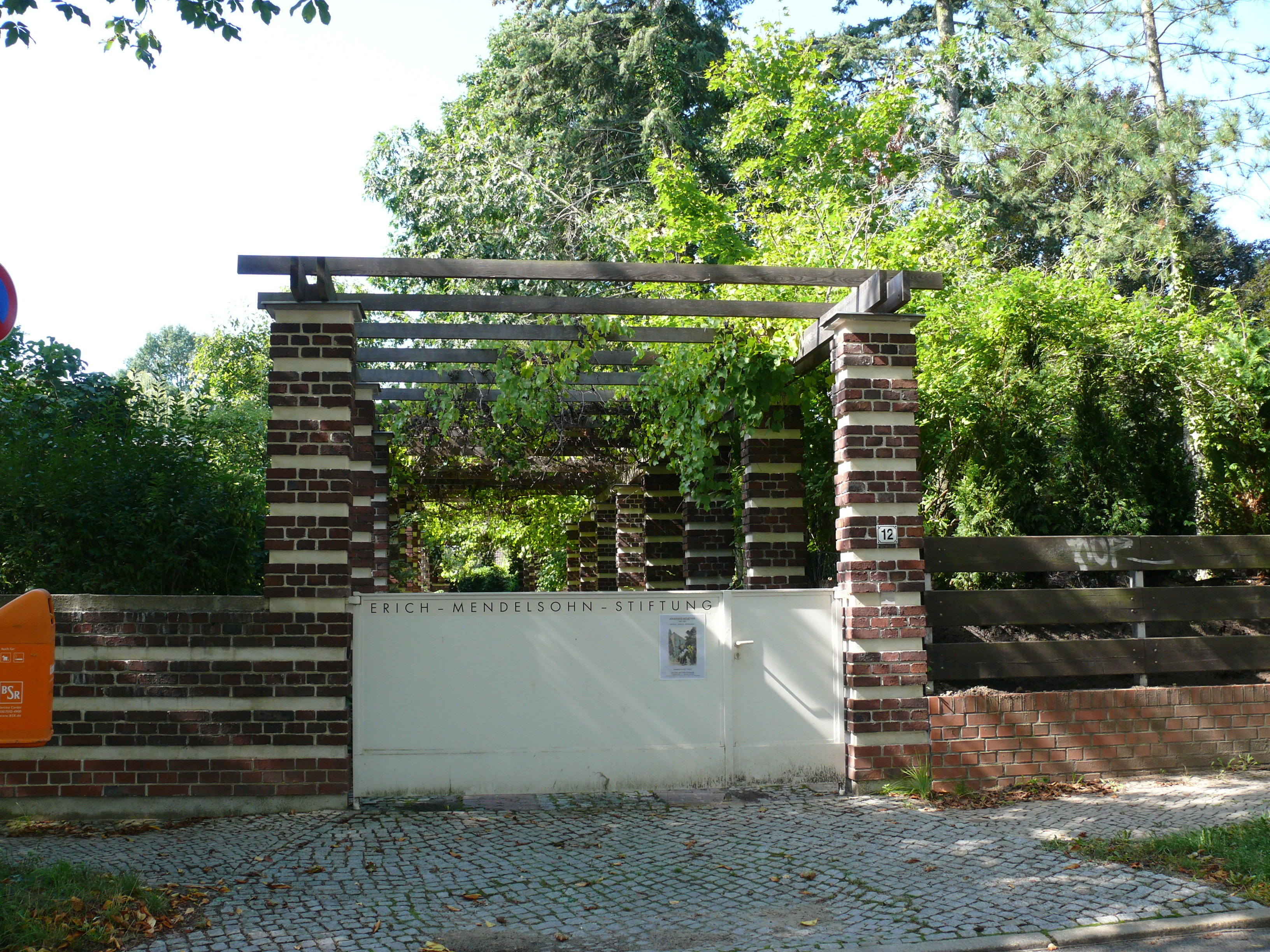
Grundstückseingang

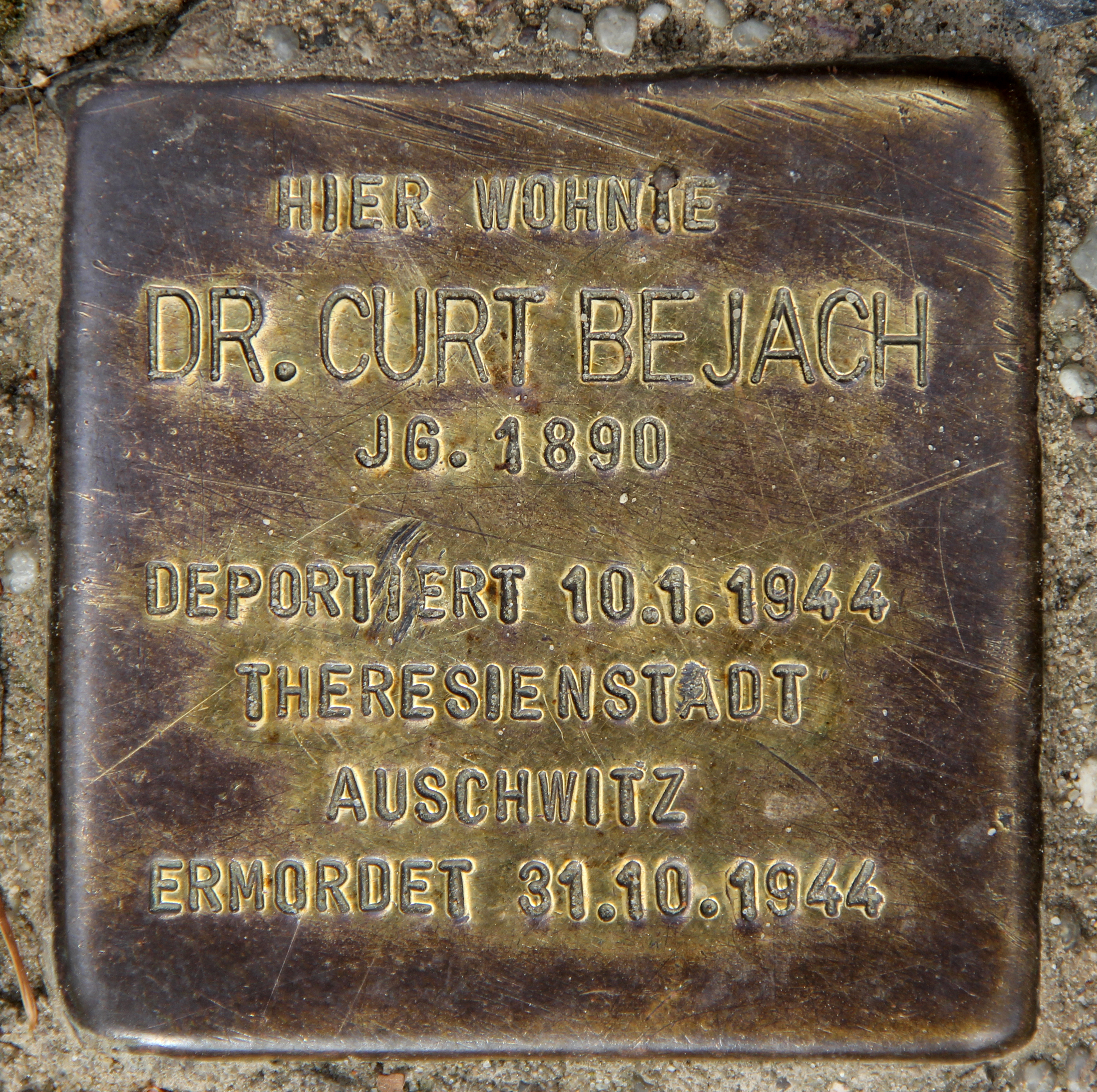
Stolperstein am Landhaus Bejach

Das von funktionaler und sachlicher Architektur geprägte Landhaus Bejach ist eines von Mendelsohns kleineren Wohnhäusern. Aufgrund seines weitgehend ursprünglichen Erhaltungszustands stellt es ein wichtiges Zeugnis des Neuen Bauens dar.
Der auf dem hinteren Teil quer zum langgezogenen Grundstück (25 m × 60 m) errichtete, flachgedeckte, kubische Bau teilt den Garten in zwei Bereiche und ist durch zwei seitliche an den Grundstücksgrenzen verlaufende Pergolen jeweils mit dem großen Vorder- und dem kleineren rückwärtigen Garten verbunden. Die Pergolen sind wie das Haus selbst aus dunklem Backstein-Mauerwerk mit Querhölzern gebaut. Eine mit der vorderen rechten Pergola verbundene Mauer begrenzt den vorderen Garten zur Straße.
Einzig auffällig am Haus ist die dynamische, horizontal betonte Fassadengliederung. Bänder aus drei sichtbaren Backsteinlagen werden durch den Wechsel mit hellen zurückspringenden Putzflächen akzentuiert; dieses Muster wird an den Stützen der Pergolen wiederholt. Das zurückspringende Fensterband im Obergeschoss ist hell verputzt und wird von der vorkragenden Sohlbank und dem deutlich überstehenden Flachdach umfasst. Das Obergeschoss ist im Südwesten quer zum Haus für eine vier Meter tiefe Terrasse verkürzt. Im Erdgeschoss gliedert sich der zur Längsrichtung des Hauses symmetrische Grundriss in drei Zonen. Im Nordosten befinden sich der Eingangsbereich, Treppe, WC und Küche, dem sich der dreiseitig großzügig belichtete, 40 m² große Wohnraum anschließt. Die Gesamtfläche von 150 m² ist auch im Obergeschoss mit zwei Schlafzimmern, einem Fremden-, Mädchen-, Ankleidezimmer und zwei Bädern effizient gestaltet.

## Geschichte
Das Gebäude befindet sich in Steinstücken, das bis zur deutschen Wiedervereinigung eine Berliner Exklave und damit von 1945 bis 1990 ein innerhalb der DDR gelegenes Gebiet West-Berlins war.
Bekannt wurde das Landhaus vor allem als Filmkulisse, Szenen für den Film-Klassiker Die Drei von der Tankstelle mit Heinz Rühmann wurden hier 1930 gedreht. Im März 1936 zwangen die Nationalsozialisten Curt Bejach zum Verkauf seines Hauses.
Ab 2009 war das Haus vier Jahre lang Sitz der Erich-Mendelsohn-Stiftung, die 2013 aufgelöst wurde.
Vor dem Grundstück wurde ein Stolperstein für Curt Bejach verlegt. Das Gebäude wurde – gefördert durch die Deutsche Stiftung Denkmalschutz – denkmalgerecht saniert.